# Lijst van oorlogsmonumenten in Sliedrecht
De Nederlandse gemeente Sliedrecht heeft 5 oorlogsmonumenten. Hieronder een overzicht.
| Nr.                             | Object                           | Herdachte groep                                | Ontwerper               | Onthulling       | Type            | Locatie                                                         | Plaats     | Coördinaten                   | Foto                             |
| ------------------------------- | -------------------------------- | ---------------------------------------------- | ----------------------- | ---------------- | --------------- | --------------------------------------------------------------- | ---------- | ----------------------------- | -------------------------------- |
| 644                             | Crossline-monument               | verzet Nederland                               | Hans Bayens (1924-2003) |                  | beeld/sculptuur | Albrechtplein, 3361 VE                                          | Sliedrecht | 51° 49' 3" NB, 4° 46' 34" OL  | Crossline-monument               |
| 798                             | Oorlogsmonument                  | allen                                          | Frans Nix (02-11-1934)  | 1 mei 1995       | beeld/sculptuur | Stationsweg, 3362 HA                                            | Sliedrecht | 51° 49' 30" NB, 4° 46' 24" OL | Oorlogsmonument                  |
| 2497                            | Gedenksteen van het Rode Kruis   | burgerslachtoffers                             |                         |                  | gedenksteen     |                                                                 | Sliedrecht | 51° 49' 19" NB, 4° 46' 17" OL | Gedenksteen van het Rode Kruis   |
| 2498                            | Indië-monument                   | militairen in dienst van het Ned. Kon. na 1945 |                         | 15 december 1995 | kruis           |                                                                 | Sliedrecht | 51° 49' 19" NB, 4° 46' 17" OL | Indië-monument                   |
| 2766                            | Plaquette voor Merwedegijzelaars | burgerslachtoffers                             |                         | 15 juni 1985     | plaquette       | Kerkbuurt 131, 3361 BE                                          | Sliedrecht | 51° 49' 19" NB, 4° 46' 17" OL | Plaquette voor Merwedegijzelaars |
| 4057                            | Monument bij de Rol              | verzet Nederland                               |                         | 10 oktober 2017  | overig          | op de rol aan het eind van het Katse Gat, middenin de Biesbosch | Sliedrecht |                               |                                  |
| 4343                            | monument Merwedegijzelaars       | burgerslachtoffers                             | Richard van der Koppel  | 3 oktober 2020   | beeld/sculptuur | Adriaan Volkersingel / Merwedestraat                            | Sliedrecht | 51° 49' 1" NB, 4° 46' 5" OL   | Meer afbeeldingen                |
| Dit oorlogsmonument op Wikidata | Stolpersteine                    | vervolgden Nederland.                          | Gunter Demnig           |                  | relief          | Zie Lijst van Stolpersteine in Sliedrecht                       | Sliedrecht |                               | Meer afbeeldingen                |

Alblasserdam ·
Albrandswaard ·
Alphen aan den Rijn ·
Barendrecht ·
Bodegraven-Reeuwijk ·
Capelle aan den IJssel ·
Delft ·
Den Haag ·
Dordrecht ·
Goeree-Overflakkee ·
Gorinchem ·
Gouda ·
Hardinxveld-Giessendam ·
Hendrik-Ido-Ambacht ·
Hillegom ·
Hoeksche Waard ·
Kaag en Braassem ·
Katwijk ·
Krimpen aan den IJssel ·
Krimpenerwaard ·
Lansingerland ·
Leiden ·
Leiderdorp ·
Leidschendam-Voorburg ·
Lisse ·
Maassluis ·
Midden-Delfland ·
Molenlanden ·
Nieuwkoop ·
Nissewaard ·
Noordwijk ·
Oegstgeest ·
Papendrecht ·
Pijnacker-Nootdorp ·
Ridderkerk ·
Rijswijk ·
Rotterdam ·
Schiedam ·
Sliedrecht ·
Teylingen ·
Vlaardingen ·
Voorne aan Zee ·
Voorschoten ·
Waddinxveen ·
Wassenaar ·
Westland ·
Zoetermeer ·
Zoeterwoude ·
Zuidplas ·
Zwijndrecht